# Antonín Rosa (1958)
Antonín Rosa (* 14. července 1958) je bývalý český fotbalista, útočník. Jeho synem je fotbalista Antonín Rosa a tchánem Otto Trefný.

## Fotbalová kariéra
V československé lize hrál za TJ Sklo Union Teplice, Bohemians Praha a Škoda Plzeň.
Nastoupil ve 45 utkáních a dal 17 gólů.

## Ligová bilance
| Ročník         | Zápasy | Góly | Klub                  |
| -------------- | ------ | ---- | --------------------- |
| 1. ČNL 1981/82 | 12     | 5    | TJ Sklo Union Teplice |
| 1. ČNL 1982/83 | 7      | 3    | TJ Sklo Union Teplice |
| 1983/84        | 17     | 9    | TJ Sklo Union Teplice |
| 1. ČNL 1983/84 | 3      | 1    | VTJ Tábor             |
| 1. ČNL 1984/85 | 25     | 15   | TJ Sklo Union Teplice |
| 1985/86        | 16     | 4    | Bohemians Praha       |
| 1986/87        | 12     | 4    | Škoda Plzeň           |
| 1. ČNL 1987/88 | 10     | 2    | Škoda Plzeň           |
| CELKEM         | 92     | 41   |                       |